# ミナトホールディングス
ミナトホールディングス株式会社は、1956年12月17日に設立された、電子機器・電気測定装置の製造販売、コンピュータシステムのソフトウェア開発販売、その他付帯業を行うグループの持株会社。2017年頃にM&Aを積極的に展開した。2017年6月には本社を横浜市都筑区から東京都中央区へ変更している。2022年12月から現在の東京都港区新橋に本社を移転。

## 沿革
- 1951年（昭和26年）4月 - 新潟県出身の遠藤禮四郎（れいしろう）[1]が、東京都港区に港通信機製作所を設立し、各種電子計測器、電源装置を設計製作
- 1956年（昭和31年）12月 - 株式会社に改組し、港通信機株式会社を設立
- 1962年（昭和37年）4月 - 群馬県高崎市に高崎工場を新設
- 1966年（昭和41年）
  - 2月 - 当社ICテスタ1号機「集積回路ファンクションテスタ」を開発
  - 9月 - 横浜市に横浜工場を新設
- 1968年（昭和43年）12月 - 「メモリ動作特性測定器」を開発
- 1972年（昭和47年）8月 - 社名をミナトエレクトロニクス株式会社へ変更
- 1973年（昭和48年）5月 - 国産初の「PROMプログラマ」を開発
- 1980年（昭和55年）7月 - 「メモリテストシステム」を開発
- 1981年（昭和56年）8月 - 本社を横浜市に移転
- 1984年（昭和59年）
  - 1月 - 異機種パソコンを接続するLAN製品「バーチャルサーバ」を開発
  - 5月 - 光学式タッチセンサ製品「タッチデータ」を開発
- 1986年（昭和61年）2月 - 「CCDテストシステム」を開発。レーザドップラ方式の「非接触速度回転ムラ測定システム」を開発
- 1988年（昭和63年）11月 - 東京店頭市場（現・ジャスダック市場）へ株式公開
- 1991年（平成3年）11月 - 「LCD表示画面検査システム」を開発
- 1994年（平成6年）10月 - 「フラッシュメモリテストシステム」を開発
- 1997年（平成9年）11月 - 「テストバーイン装置」を開発
- 1999年（平成11年）11月 - 「16個書きギャングプログラマ」を開発
- 2001年（平成13年）3月 - 「高精細FPD画質検査装置」を開発
- 2002年（平成14年）
  - 3月 -「ギャングプログラマ用高速オートハンドラ」を開発。「プラズマタッチ」を開発
  - 8月 -「8個書きギャングプログラマ」を開発
- 2004年（平成16年）3月 - ISO14001認証取得
- 2005年（平成17年）10月 -「MPGエンジン搭載16個書きギャングプログラマ」を開発
- 2010年（平成22年）7月 - コンカレント方式「ギャングプログラマシリーズ」を開発
- 2011年（平成23年）5月 - 高崎工場を本社に統合
- 2012年（平成24年）
  - 6月　若山健彦が代表取締役社長に就任
  - 10月 - 東京都中央区に東京オフィス開設
- 2013年（平成25年）11月 - 日本貿易振興機構（JETRO）バンコク事務所内にタイにおける拠点開設
- 2014年（平成26年）4月 - 簡易株式交換による株式会社イーアイティーを完全子会社化[2][3]
- 2015年（平成27年）
  - 7月 - 社名をミナトホールディングス株式会社へ変更[4][5]
  - 11月 - 超高速自動プログラミングシステム「MK-2000」の販売開始
- 2016年（平成28年）
  - 1月 - 新ROM書込みセンターを新規開設
  - 3月 - 中国現地法人「港御（上海）信息技術有限公司」が営業開始
  - 4月 - SPCを通じて、サンマックス・テクノロジーズ株式会社を子会社化
  - 5月 - フィンテック事業に関する共同出資子会社「スマートレスポンス株式会社」の設立
  - 8月 - 株式会社TOUAより「ROM書き込み事業」を事業譲渡
  - 12月 - ミナト・フィナンシャル・パートナーズ株式会社を設立
- 2017年（平成29年）
  - 3月 - 日本ジョイントソリューションズ株式会社を子会社化
  - 6月 - 本社を東京都中央区に移転
- 2018年（平成30年）10月 - 持株会社体制に移行。ミナト・アドバンスト・テクノロジーズ株式会社へ主たる事業を承継[6]
- 2019年（平成31年）4月 - ジー・ワーカー株式会社を連結子会社化
- 2020年（令和2年）8月 - 株式会社プリンストンを連結子会社化
- 2021年（令和3年）
  - 2月 - 株式会社アイティ・クラフトを連結子会社化
  - 4月 - 株式会社パイオニア・ソフトを連結子会社化
- 2022年（令和4年）
  - 7月 - 株式会社パイオニア・ソフトと株式会社イーアイティーが合併し、株式会社クレイトソリューションズとなる。
  - 12月1日 - 本社を新橋東急ビル5、6階に移転。
    - ミナトホールディングス、サンマックステクノロジーズ、プリンストン、クレイトソリューションズ、日本ジョイントソリューションズ、ITクラフト、ジーワーカー、ミナトフィナンシャルパートナーズ、の本社を集結し、コミュニケーションを向上、生産性を高め、効率性のアップを図る。
- 2023年（令和5年）6月 - 株式会社クレイトソリューションズの株式をSHIFTグロース・キャピタルに売却[7]。
- 2025年（令和7年）5月 -　ブレーン、ダイキサウンドを連結事業会社としてグループ化

## 事業所
- ミナト・アドバンスト・テクノロジーズ
  - 本社 - 横浜市都筑区南山田町4105番地
  - 大阪営業所 - 大阪府大阪市中央区北浜2丁目5-23 小寺プラザ 9階
  - 福岡営業所 - 福岡市博多区店屋町1-31博多アーバンスクエア9F

- 東莞連絡事務所 - 中国広東省東莞市振安東路76号平謙工業団地I棟2階
- 上海プログラミングセンター - 中国(上海)自由貿易試験区日京路180号2楼
- 蘇州プログラミングセンター - 中国江蘇省蘇州高新区浜河路625号
- バンコク連絡事務所 - 32/23 Sino-Thai Tower 2F, Sukhumvit Rd.(Asoke) Klongtoey Nua, Wattana, Bangkok 10110 Thailand

## 主要取引先

### 企業
- 沖電気工業株式会社
- 三洋電機株式会社
- 株式会社東芝
- 日本電気株式会社
- 日本電信電話株式会社
- パナソニック株式会社
- 株式会社日立製作所
- 富士通株式会社
- 横河電機株式会社
- 株式会社リコー　など

### 銀行
- 三菱UFJ銀行
- 三井住友銀行